# Léonie La Fontaine

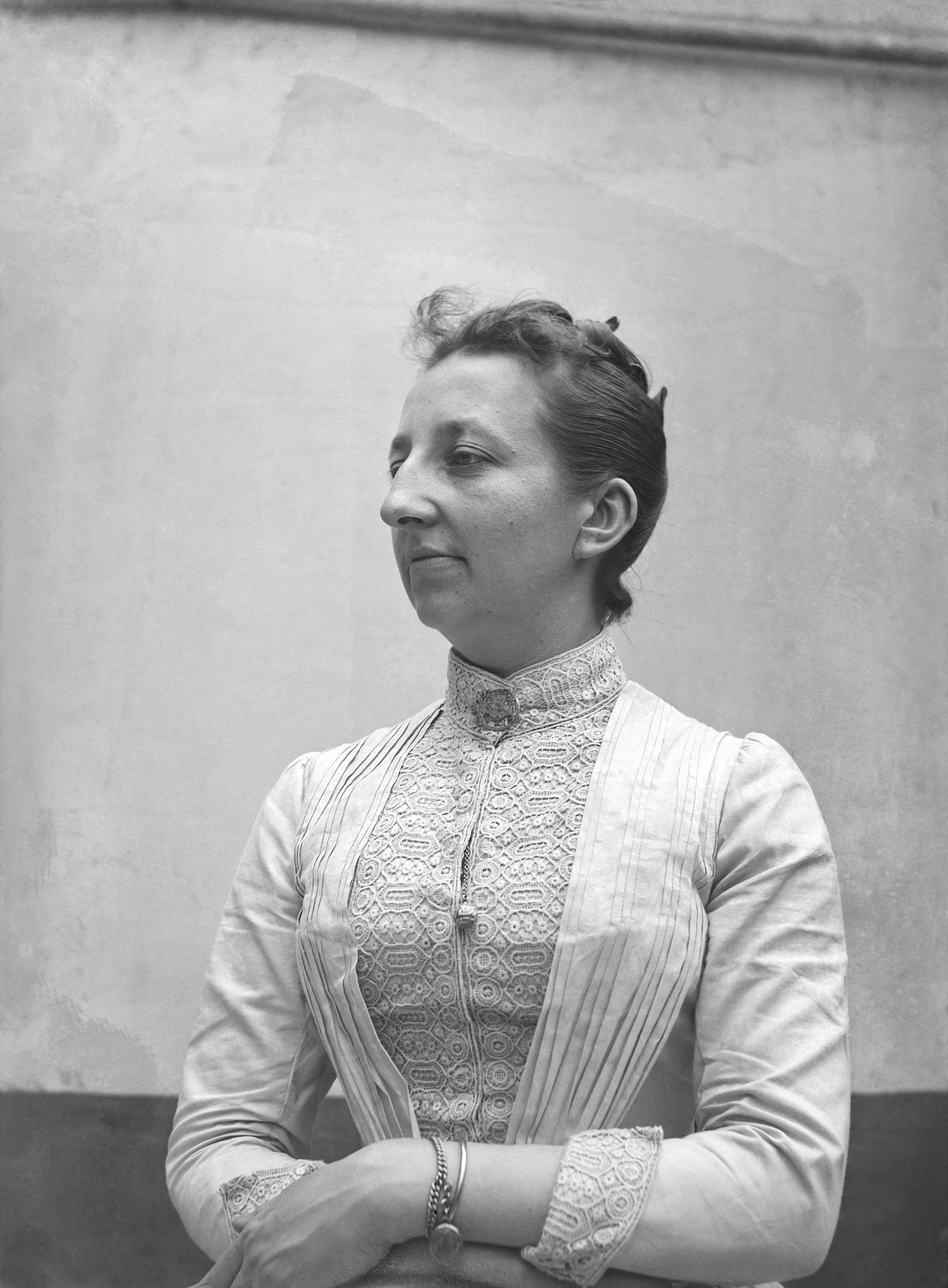
Léonie La Fontaine in 1900

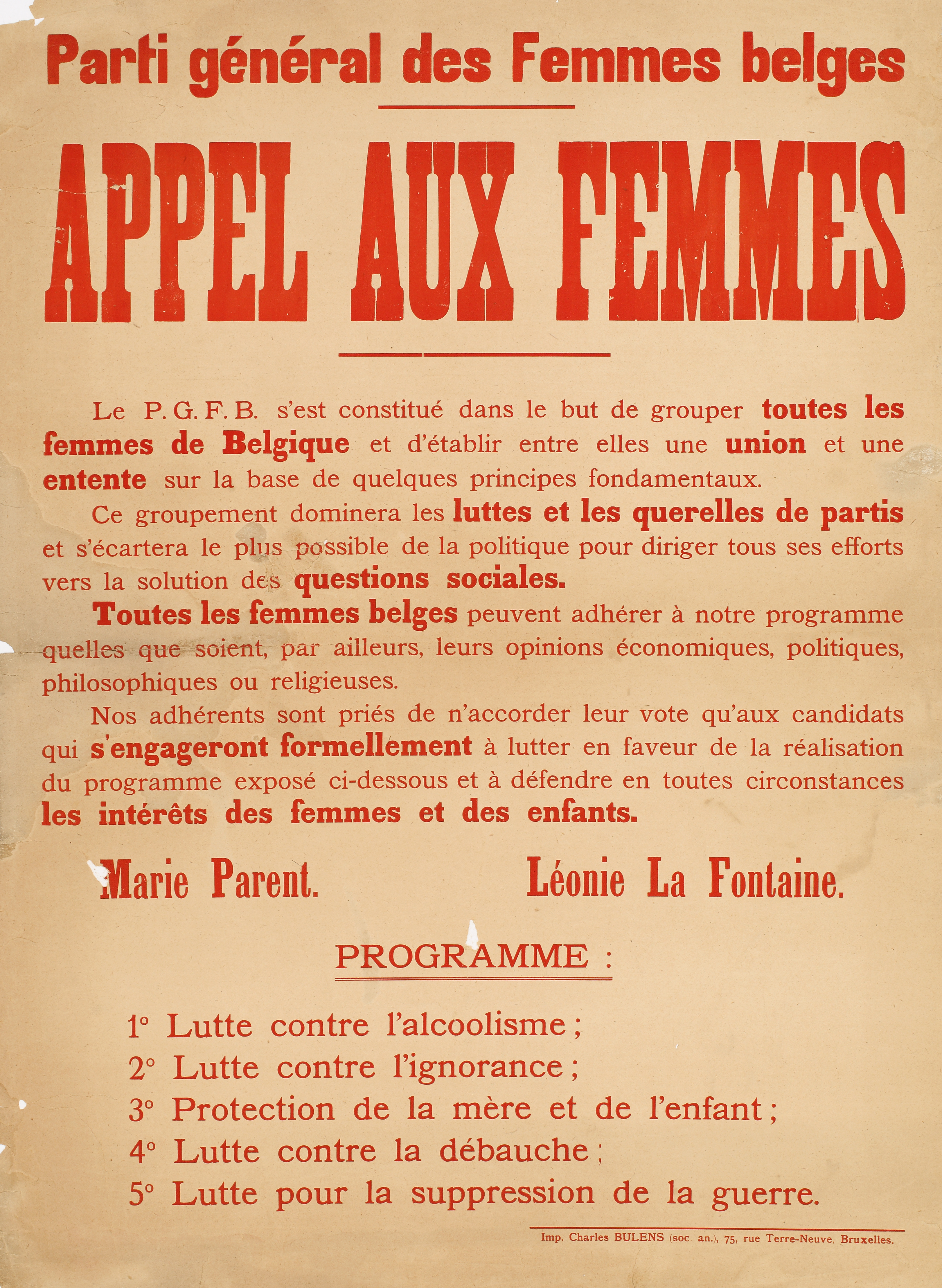
Verkiezingsposter voor de Vrouwenpartij uit 1921

Léonie La Fontaine (Brussel, 2 oktober 1857- 26 januari 1949) was een Belgische baanbrekende feministe en pacifist. Ze was actief in de internationale vrouwenstrijd en was lid van de Belgische Liga voor de Rechten van de Vrouw, de Nationale Belgische Vrouwenraad en de Belgische vrouwenvereniging Internationale Vrouwenvereniging voor Vrede en Vrijheid.
Haar broer was Henri La Fontaine, Belgisch internationaal jurist en voorzitter van het Internationaal Vredesbureau dat in 1913 de Nobelprijs voor de Vrede ontving, en was ook een vroege pleitbezorger voor vrouwenrechten en vrouwenkiesrecht, die in 1890 de Belgische Liga voor de Rechten van de Vrouw oprichtte.
Zeer dicht bij het project Mundaneum, geïnitieerd door Paul Otlet en haar broer Henri La Fontaine en bij het begrip documentatie, heeft ze in 1909 het Office central de documentation féminine opgericht en in haar eigen huis een bibliotheek voor de Belgische Liga voor de Rechten van de Vrouw opgericht, om vrouwen te helpen bij hun professionele keuzes. Léonie La Fontaine stierf op 26 januari 1949, het jaar waarin de wet die vrouwen stemrecht geeft, in werking trad.

## Progressief onderwijs
Léonie en Henri La Fontaine kregen een vrij vooruitstrevende opleiding van hun moeder Louise Philips, die een zeer gecultiveerde vrouw was, en bezielde een salon bij haar thuis.

## Marie Popelin als affairetrigger
Marie Popelin (1846-1913) was de eerste vrouw in België die in 1888 haar studie als advocate afrondde aan de Vrije Universiteit Brussel. Mary Popelin diende een aanvraag in om toegelaten te worden tot de Orde van Advocaten die haar de mogelijkheid zou bieden om zaken te bepleiten voor de Brusselse rechtbanken. Dit werd geweigerd, hoewel geen enkele wet of regeling expliciet de toelating van vrouwen tot de balie verhinderde. Haar beroep bij het Hof van Beroep  en het Hof van Cassatie had geen succes, maar in de Belgische en buitenlandse pers werd er veel over geschreven. De "Popelin-affaire" was een aanleiding voor de feministische strijd in België, en bracht aanhangers van vrouwelijk onderwijs en vrouwenrechten in België zoals Léonie La Fontaine samen met Henri La Fontaine, Hector Denis, Isala Van Diest, Louis Franck, en Marie Popelin. De beweging resulteerde in de oprichting van de Belgische Liga voor de Rechten van de Vrouw in 1892.

## Feministische strijd en pacifisme
In 1892 werd Léonie La Fontaine lid van de Belgische Liga voor de Rechten van de Vrouw, als penningmeester en verantwoordelijke van de liefdadigheidsinstelling. Vanaf 1893 nam Léonie La Fontaine deel aan de productie van de inschrijvingen in het Universele Bibliografische Repertorium. In 1895 sloot ze zich aan bij de Internationale Unie van Vrouwen voor de Vrede, waar ze zich bezighielt met pacifisme. In 1924 richtte ze de Belgische afdeling op van de Internationale Vrouwenvereniging voor Vrede en Vrijheid.